# Machine (album)
Machine – drugi album amerykańskiego zespołu Static-X.
Nagrywany w Studio 508 w Los Angeles, został wydany 22 maja 2001 roku. Według danych z kwietnia 2002 album sprzedał się w nakładzie 400,320 egzemplarzy na terenie Stanów Zjednoczonych.

## Lista utworów
1. "Bien Venidos" – 0:28
2. "Get To The Gone" – 2:49
3. "Permanence" – 4:01
4. "Black and White" – 3:55
5. "This Is Not" – 2:57
6. "Otsego Undead" – 3:29
7. "Cold" – 3:40
8. "Structural Defect" – 3:39
9. "S*** In A Bag" – 4:21
10. "Burn To Burn" – 4:17
11. "Machine" – 3:27
12. "A Dios Alma Perdida" – 5:58

Bonus Tracks
1. "Anything But This" – 4:03 (tylko edycja japońska)
2. "Sweat Of The Bud" (Live) – 3:24 (tylko edycja japońska)